# Saeed Al-Kass
Saeed Al-Kass (en árabe: سعيد حسن سالم الكاس‎; Dibba Al-Hisn, Emiratos Árabes Unidos, 20 de febrero de 1976) es un exfutbolista de los Emiratos Árabes Unidos que jugaba en la posición de delantero.

## Carrera

### Club
| Periodo   | Club             | Apariciones | Goles |
| --------- | ---------------- | ----------- | ----- |
| 1994-1998 | Dibba Al-Hisn SC | 72          | 29    |
| 1998-2008 | Sharjah FC       | 207         | 74    |
| 2008–2011 | Al Wasl FC       | 48          | 11    |
| 2011–2012 | Sharjah FC       | 18          | 1     |
| 2012–2014 | Ajman Club       | 41          | 3     |

### Selección nacional
Jugó para Emiratos Árabes Unidos en 60 ocasiones de 1998 a 2011 y anotó 15 goles; participó en dos ediciones de la Copa Asiática y en los Juegos Asiáticos de 2002.

## Logros
- Copa Presidente de Emiratos Árabes Unidos (1): 2002-03
- Copa de Clubes Campeones del Golfo (1): 2009-10